# Howard Kendall
Pour les articles homonymes, voir Kendall.
Howard Kendall, né le 22 mai 1946 à Ryton dans le Comté de Durham en Angleterre et mort le 17 octobre 2015 à Southport, est un footballeur anglais reconverti dans le rôle d’entraîneur. Howard Kendall a connu ses plus belles heures de footballeur puis d’entraîneur avec le club d’Everton Football Club.

## Biographie

### Ses débuts
Howard Kendall rejoint le Preston North End Football Club avec un contrat d’apprenti en 1961. Il est issu d’une famille déjà impliquée dans le football : son oncle Harry Taylor a joué au début du vingtième siècle dans les clubs de Newcastle United et Fulham FC.
Il passe professionnel en mai 1963 et dispute la finale de la Coupe d'Angleterre 1964 contre West Ham United. Il est le plus jeune joueur de cette finale. Il joue à la place de Ian Davidson, l’habituel titulaire du flanc gauche du milieu de terrain, suspendu par son club pour un voyage non autorisé en Écosse.

### Sa carrière de footballeur
Jouant à l’origine défenseur, Kendall rejoint Everton pour 85 000 £ en mars 1967 où il est alors placé au milieu de terrain avec Alan Ball et Colin Harvey, le trio gagnant rapidement le surnom de The Holy Trinity (la sainte trinité). Ils sont les pièces majeures de l’équipe d’Everton qui remporte au terme de la saison 1969-1970 le championnat d'Angleterre de première division. 
Les trois saisons suivantes Kendall est le capitaine de l’équipe. Il est transféré à Birmingham City en février 1974 puis à Stoke City trois ans plus tard en août 1977. Il devient entraîneur-joueur à Stoke en février 1978 et joue à ce titre un rôle essentiel dans la montée en première division du club en 1978-1979.
Howard Kendall n’a jamais joué en équipe nationale d’Angleterre. Il a toutefois été sélectionné à plusieurs reprises dans les catégories de jeunes (scolaires, juniors et espoirs) et a même été le capitaine de l’équipe d’Angleterre qui a remporté en 1964 la coupe du monde de sa catégorie.

### Sa carrière d’entraîneur
En juin 1979 Howard Kendall est nommé entraîneur-joueur de Blackburn Rovers et permet au club de monter en deuxième division. Ses succès continuent l’année suivante en permettant au club de lutter pour la montée en première division, Blackburn n’étant en fin de compte battu qu’à la différence de buts.
En mai 1981, Kendall retourne à Everton toujours en tant qu’entraîneur-joueur. Il ne dispute que quatre matchs avant de se retirer définitivement du terrain et de devenir entraîneur à plein temps. Les premières années sont difficiles, il est même à deux doigts de se faire licencier en janvier 1984, mais les résultats commencent à venir, Everton se qualifiant pour la finale de la Coupe de la Ligue 1984. La finale est en fait un derby de la Merseyside, Everton perdant contre Liverpool FC. Mais Kendall et son équipe se rattrapent en remportant la Coupe d'Angleterre 1984 aux dépens de Watford FC.
Lors de la saison 1984-1985, Everton remporte le championnat d’Angleterre avec treize points d’avance sur leur dauphin, le Liverpool FC. La saison est un triomphe avec une victoire en Coupe d'Europe des vainqueurs de Coupe. C’est le premier et seul trophée continental du club. En finale Everton bat les Autrichiens du Rapid Vienne. Everton rate ensuite de peu un triplé retentissant (championnat, Coupe d'Europe, Coupe d'Angleterre) en perdant en finale de la Coupe d'Angleterre 1985 contre Manchester United. La saison suivante, Everton échoue de peu dans la conservation de ses titres nationaux, terminant à chaque fois à la deuxième place derrière le Liverpool FC. Mais le club de Kendall prend sa revanche en 1986-1987 en reprenant le titre de champion d’Angleterre avec neuf points d’avance sur Liverpool. Les clubs de la Mersey règnent en maîtres sur le football anglais.
Pendant cette période à Goodison Park, Howard Kendall a construit petit à petit une équipe qui s’est avérée l'une des meilleures équipes anglaises de la décennie. Il a acheté de jeunes joueurs comme Peter Reid et Trevor Steven dans de petits clubs et leur a donné la possibilité de s’exprimer au plus haut niveau. Il a aussi forgé des joueurs comme Andy Gray, les amenant à leur zénith. Quand Everton vend Gray à Aston Villa, c’est pour le remplacer par Gary Lineker qui marque 30 buts lors de la saison 1985-1986 et se place ainsi parmi les grands buteurs britanniques avant son transfert vers le club espagnol du FC Barcelone.
Howard Kendall quitte Everton en 1987, frustré de l’exclusion des clubs anglais des coupes d’Europe, et rejoint le club  basque de l’Athletic Bilbao. Il n’y obtient pas de grands succès, mais la politique du club de préférence basque, Bilbao refusant systématiquement de recruter des footballeurs qui ne sont pas d’origine basque, ne lui permet pas de construire une équipe tout à fait compétitive. Au bout de deux saisons, Kendall refuse pourtant une offre de Newcastle United et reste en Espagne. Il est licencié en novembre 1989 pour manque de résultats.
Le mois suivant il s’engage avec le club mancunien de Manchester City avant de revenir à Everton en novembre 1990. Il quitte Manchester bien qu’il ait construit une équipe en passé d’intégrer les premières places du championnat d’Angleterre. Il justifie alors son départ en déclarant que son passage à Manchester n’est qu’une affaire de travail mais que son action à Everton relève du mariage,. À son arrivée Everton lutte contre la relégation en deuxième division. Après son arrivée l’équipe se reprend et termine à une encourageante neuvième place et atteint les quarts de finale de la Coupe d’Angleterre après avoir éliminé Liverpool. Malgré l’acquisition de joueurs comme Mo Johnston et Peter Beardsley, Everton n’arrive qu’à se maintenir que parmi les dix premiers du championnat mais sans parvenir à menacer les meilleurs. Kendall démissionne le 4 décembre 1993.
Après son départ d’Everton, Howard Kendall prend en charge le club grec de Xanthi FC. Il n’y réussit pas et quitte rapidement le club. En janvier 1995, Kendall retourne en Angleterre et prend en charge l’équipe de Notts County alors en dtroisième division. Les joueurs de Nottingham sont alors en très mauvaise posture après un début de saison cauchemardesque. Mais avec la prise en main de Kendall, le club échappe à la zone de relégation dès le mois de mars suivant. Toutefois après une série de querelles avec son président Derek Pavis, Kendall est licencié en avril 1995. L’équipe s’effondre après son départ et se retrouve relégué en quatrième division à la fin de la saison.
Howard Kendall s’engage en décembre 1995 avec Sheffield United Football Club, sauvant le club de la relégation et l’emmenant en 1997 aux play-offs de promotion.
Kendall retourne ensuite à Everton pour la troisième fois en tant qu’entraîneur en août 1997. Il démissionne la fin de la saison après avoir assuré le maintien dans l’élite lors de la dernière journée du championnat. Cette dernière saison est troublée par des rumeurs mettant en avant son alcoolisme.
Howard Kendall retourne en Grèce pour entraîner Ethnikós Le Pirée. Il est mis à la porte en mars 1999 après seulement quatre mois de présence et une équipe à la dérive en bas de classement.
C’est le dernier poste d’entraîneur occupé par Kendall. Il repousse ensuite un certain nombre de propositions émanant de clubs anglais. Il se déclare ensuite intéressé par le rôle de sélectionneur de l’équipe d’Irlande de football, poste finalement attribué à Giovanni Trapattoni.
Il reste à ce jour le dernier anglais vainqueur d’une coupe d’Europe à la tête d’un club anglais.
Howard Kendall a été intronisé dans l’ English Football Hall of Fame en 2005 en reconnaissance de sa contribution au football anglais en tant qu’entraîneur.

## Palmarès

### Comme joueur
- Champion d'Angleterre en 1970 avec Everton FC
- Vainqueur du Charity Shield en 1970 avec Everton FC
- Finaliste de la Coupe d'Angleterre en 1964 avec Preston North End et en 1968 avec Everton FC

### Comme entraîneur
- Vainqueur de la Coupe d'Europe des Vainqueurs de Coupe en 1985
- Champion d'Angleterre en 1985 et en 1987 avec Everton FC
- Vainqueur de la Coupe d'Angleterre en 1984 avec Everton FC
- Vainqueur du Charity Shield en 1985, en 1986 et en 1987 avec Everton FC
- Vainqueur de la Coupe Anglo-Italienne en 1995 avec Notts County
- Finaliste de la Coupe d'Angleterre en 1985 et en 1986 avec Everton FC
- Finaliste de la Coupe de la Ligue en 1984 avec Everton FC

### Distinctions personnelles
- Élu Entraîneur de l'année du Championnat d'Angleterre en 1985 et en 1987